# 佐藤恒晴
佐藤　恒晴（さとう つねはる、1935年11月6日－）は、日本の政治家。元日本社会党衆議院議員（1期）。

## 来歴
福島県福島市出身。福島県立福島高等学校卒。福島県労働金庫に入り、全国労働金庫労組委員長になる。ほかに福島県原水禁事務局長、福島市議、憲法擁護県民連合事務局長などを務め、1990年の第39回衆議院議員総選挙で旧福島1区から立候補して初当選。1993年の第40回衆議院議員総選挙で落選した。その後1996年の第41回衆議院議員総選挙と2000年の第42回衆議院議員総選挙で社会民主党から立候補したが、落選。

## 政策
- 選択的夫婦別姓制度導入に賛同[1]。